# Anzeigenhauptmeister

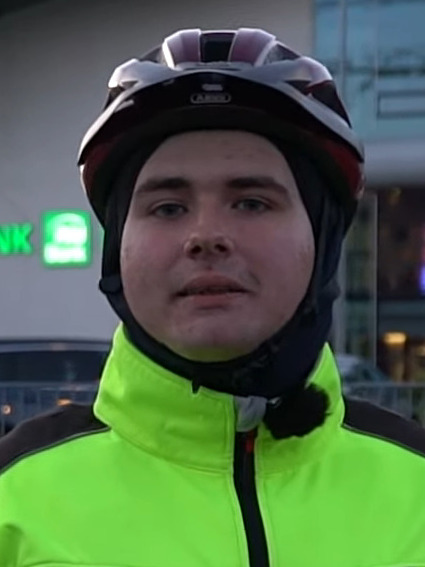
Anzeigenhauptmeister in seiner typischen Kleidung, 2024

Der Anzeigenhauptmeister, bürgerlich Niclas Matthei (* 2005 oder 2006), ist ein deutscher Bürger, der durch systematisches Anzeigen von Falschparkern mediale Aufmerksamkeit erlangte.

## Leben und Aktivitäten
Niclas Matthei wurde im Frühjahr 2024 durch sein systematisches Anzeigen von Verstößen gegen die Straßenverkehrsordnung bekannt. Seine Aktivitäten erregten nicht nur in den sozialen Medien Aufmerksamkeit, sondern auch in den traditionellen Medien, insbesondere in einer Reportage von Spiegel TV aus dem Februar 2024.
Er hat nach eigenen Angaben im Alter von zwölf Jahren angefangen, Gesetze zu lesen. Mit 15 hat er erstmalig kleinere Stadtrundgänge gemacht und Falschparker erfasst. Als das Deutschlandticket eingeführt wurde, setzte sich Matthei zum Ziel, in jeder deutschen Stadt und Gemeinde mindestens einen Falschparker anzuzeigen. Er nennt sich Anzeigenhauptmeister und ist mit Warnkleidung, Fahrradhelm und einem Fahrrad unterwegs, an dem zeitweise ein Schild mit dem Kunstwort „POLIZFI“ als pseudooffizielles Zeichen angebracht war. Er meldet den Ordnungsbehörden systematisch Falschparker und andere Verstöße gegen die StVO wie einen überschrittenen TÜV-Termin. Im Jahr 2023 erstattete er laut eigener Aussage über 4000 Anzeigen. Um die Verstöße zu dokumentieren, nutzt er die Website weg.li. Er macht nach eigenen Angaben eine Ausbildung im medizinischen Bereich.
An den Anzeigen der Verkehrsverstöße verdient er nicht, sammelt seit März 2024 jedoch auf GoFundMe Geld. Im April 2024 erhöhte er das Spendenziel von 15.000 auf 100.000 Euro. In diesem Monat war der Anzeigenhauptmeister in einer Werbung für die Autovermietung Sixt zu sehen und es erfolgte eine Kooperation mit einem Tübinger Modehaus für 1000 Euro.
Im Juni 2024 wurde bekannt, dass Matthei wegen Volksverhetzung zu 100 Arbeitsstunden und einer Geldstrafe von 1000 Euro verurteilt worden ist. Als er noch minderjähriger Schüler war, soll er in einem Klassenchat den Tod von Menschen gefordert haben, die sich nicht impfen lassen. In dem nichtöffentlich geführten Verfahren vor dem Jugendgericht bestritt er die Anschuldigung. Laut eigenen Angaben geht er gegen das Urteil in Berufung, da er sich als zu Unrecht verurteilt ansieht.

## Öffentliche Wirkung

### Berichterstattung
Im Onlinemagazin Übermedien kritisierte Boris Rosenkranz Spiegel TV und andere Medien dafür, dass sie „den Anzeigenhauptmeister und sein ‚Hobby‘ ausgestellt und ihn dem Hass prei[s]gegeben  haben“, zusammen mit seinem vollständigen Namen und Wohnort. Die Wittenberger Lokalredaktion der Mitteldeutschen Zeitung habe hingegen bewusst von einer Berichterstattung abgesehen, obwohl er in der ländlichen Region schon früher bekannt war.
In Interviews von Der Standard mit Medienwissenschaftlern kritisierte Marlis Prinzing die zahlreichen identifizierenden Medienberichte über sein ungewöhnliches „Hobby“. Diese führten zu einer massiven öffentlichen Aufmerksamkeit, welche eine Welle von Hasskommentaren und Gewaltdrohungen auslösten.
Angesichts der öffentlichen Reaktionen habe die SpiegelTV-Redaktion nach der ersten Veröffentlichung beschlossen, keine weiteren Dreharbeiten mit ihm durchzuführen sowie die Veröffentlichung der bereits gedrehten weiteren Folge in Chemnitz zu verwerfen.

### Fiktionale Verarbeitung
Die Handlung einer Folge von Ulrich Wetzel – Der Ermittlungsrichter (Erstausstrahlung am 21. Oktober 2024 auf RTL) bezieht sich auf die Aktivitäten und das öffentliche Auftreten von Matthei. Es geht um den Mordversuch an einem 19-Jährigen, der ebenfalls im großen Stil Parkverstöße anzeigt und sich damit in sozialen Medien präsentiert. In einer am 28. November 2024 erstausgestrahlten Folge von Auf Streife – Die neuen Einsätze wurde ebenfalls das öffentliche Auftreten von Matthei thematisiert.

### Reaktionen der Öffentlichkeit
Seine Aktivitäten riefen in der Öffentlichkeit gemischte Reaktionen hervor: Einerseits wurde sein Engagement für die Einhaltung der Straßenverkehrs-Ordnung gelobt. Andererseits kam es zu mehreren Angriffen auf seine Person. Der Anzeigenhauptmeister wird dabei häufig mit dem Webvideoproduzenten und Livestreamer Drachenlord verglichen, der ebenfalls Opfer von Mobbingattacken und einer Hetzjagd wurde. Auch Vergleiche zu den ähnlichen Aktivitäten des sogenannten Knöllchen-Horst Horst-Werner Nilges wurden angestellt.
Der deutsche Rapper Finch widmete ihm Anfang März 2024 einen Song, wurde aber selbst von ihm angezeigt, weil er ohne seine Zustimmung ein Foto von ihm veröffentlicht habe. Obwohl MontanaBlack sich erst negativ über ihn äußerte, streamte er Mitte Mai zusammen mit Matthei in seinem Heimatort Buxtehude. Auch Leon Machère veröffentlichte zwei Videos von gemeinsamen Falschparkertouren in Hamburg und Frankfurt am Main.
Auch öffentliche Institutionen meldeten sich zu den Aktivitäten Mattheis medial zu Wort. So rief die Stadt Neumünster in Schleswig-Holstein ihre Bürger dazu auf, im Sinne des Anzeigenhauptmeisters Falschparker zu melden. Der Bürgermeister seiner Heimatgemeinde Gräfenhainichen kritisierte, dass die Anzeigen die Arbeitsprozesse der Behörden sowie des Ordnungsamtes hemmen und beeinträchtigen würden. Laut Angaben des Bürgermeisters wurden im Jahr 2023 von den 900 eingereichten Anzeigen in Gräfenhainichen lediglich zwölf mit Bußgeldern geahndet. Matthei trage im Wesentlichen nicht zu einer Verbesserung der Verkehrssituation bei.

## Auseinandersetzungen

### Saarbrücken
Ende März 2024 begleitete ihn der YouTube-Kanal offen un’ ehrlich beim Anzeigen von Falschparkern in Saarbrücken und veröffentlichte dazu unter dem Titel Anzeigenhauptmeister – So geht es ihm heute! ein Video. Während der Dreharbeiten wurde ihm gedroht und sein Live-Standort wurde veröffentlicht.

### Kaufbeuren
Anfang April 2024 war der Anzeigenhauptmeister in Kaufbeuren in einen Streit verwickelt. Während er gerade einen Falschparker erfasste, dachte eine Passantin, er habe sie fotografiert. Sie verlangte die Löschung des vermeintlichen Bildes und griff nach seinem Telefon. Dabei ließ er sich laut Polizeibericht zu Boden fallen und stieß mit seinem Fahrrad gegen das geparkte Auto, worauf er mit einem Rettungswagen ins Klinikum Kaufbeuren gebracht wurde. Darum erstattete er zwei Anzeigen gegen die Passantin. Diese sammelte daraufhin Spenden für ihre rechtliche Verteidigung. Nachdem sie einen Spendenbetrag von fast 11.000 Euro erreicht hatte, bot ein Anwalt an, die Frau kostenlos zu verteidigen. Kritisiert wurde, dass der Rettungswagen (mit Blaulicht) für einen banalen Sturz missbraucht worden sei.

### Bautzen
Nach Angaben der Polizei lockte Ende April 2024 eine kurzfristige Ankündigung in seinem Livestream, die Stadt Bautzen zu besuchen, etwa 100 Schaulustige, welche Feuerwerke zündeten, auf einen Supermarkt-Parkplatz. Dort wurde er durch ein offenes Fahrzeugfenster ins Gesicht geschlagen. Daraufhin beendete er den Livestream, rief Polizei und Rettungswagen und wurde mit Nasenbluten auf das Polizeirevier gebracht und ärztlich versorgt.
Wenige Tage später begann er seine Club-Tour durch Deutschland. Bei diesen Auftritten – der erste fand in Herford statt – wurde er von  Personenschützern begleitet.